# Aurore Palin
Aurore Magnina Charlotta Palin, född Koskull den 10 maj 1837 i Lommaryds socken i Jönköpings län, död 29 juni 1909 i Engelbrekts församling i Stockholm, var en svensk societetsvärdinna. 
Hon var dotter till överstelöjtnanten friherre Carl Gustaf Koskull och Gustava Margareta Raab, och gifte sig 1858 med kapten Robert Palin (död 1874). Vid hennes svärmor Claire Lucie Mouradgea d'Ohssons död 1861 övertog hon hennes salong, som då spelade en viktig roll i Stockholms sällskapsliv; det var på dessa mottagningar utländska diplomater skapade kontakter med den svenska överklassen. Palin betraktades som en informell maktfaktor inom den svenska adeln. Hon beskrivs som en vasstungad äktenskapsmäklare vars kunskap om skvaller, som hon erhöll genom sitt breda sociala kontaktnät, gjorde henne till den dåtida adelns tongivande figur.